# Пасифик Айлендерс

Вариант флага «Пасифик Айлендерс»

«Пасифик Айлендерс» (англ. The Pacific Islanders, «Тихоокеанские островитяне») — международная регбийная команда, существовавшая в 2004—2008 годах и составленная из регбистов государств Фиджи, Тонга и Самоа, чьи сборные соревновались в Тихоокеанском кубке трёх наций (в 2004 году также в команду входили игроки с Ниуэ и Островов Кука). Команда не играла на чемпионатах мира, а организовывала турне по Австралии и Новой Зеландии в 2004 году и Европе в 2006 и 2008 годах. Не созывалась после 2008 года.

## История

### Турне 2004 года
В 2003 году был создан Регбийный альянс Тихоокеанских островов, управлявший объединённой сборной Фиджи, Тонга и Самоа. Тренер команды назначался советом альянса, а в команду приглашались лучшие игроки родом с Фиджи, Тонга и Самоа. Летом 2004 года состоялось первое турне сборной по Австралии и Новой Зеландии, в рамках которого были сыграны два тест-матча против клубов Супер Регби из Квинсленда («Квинсленд Редс») и Нового Южного Уэльса («Уаратаз») и три тест-матча против сборных Австралии, Новой Зеландии и ЮАР). Если клубы команда обыграла, то против сборных Южного полушария она проиграла все три встречи.

### Кельтские нации 2006

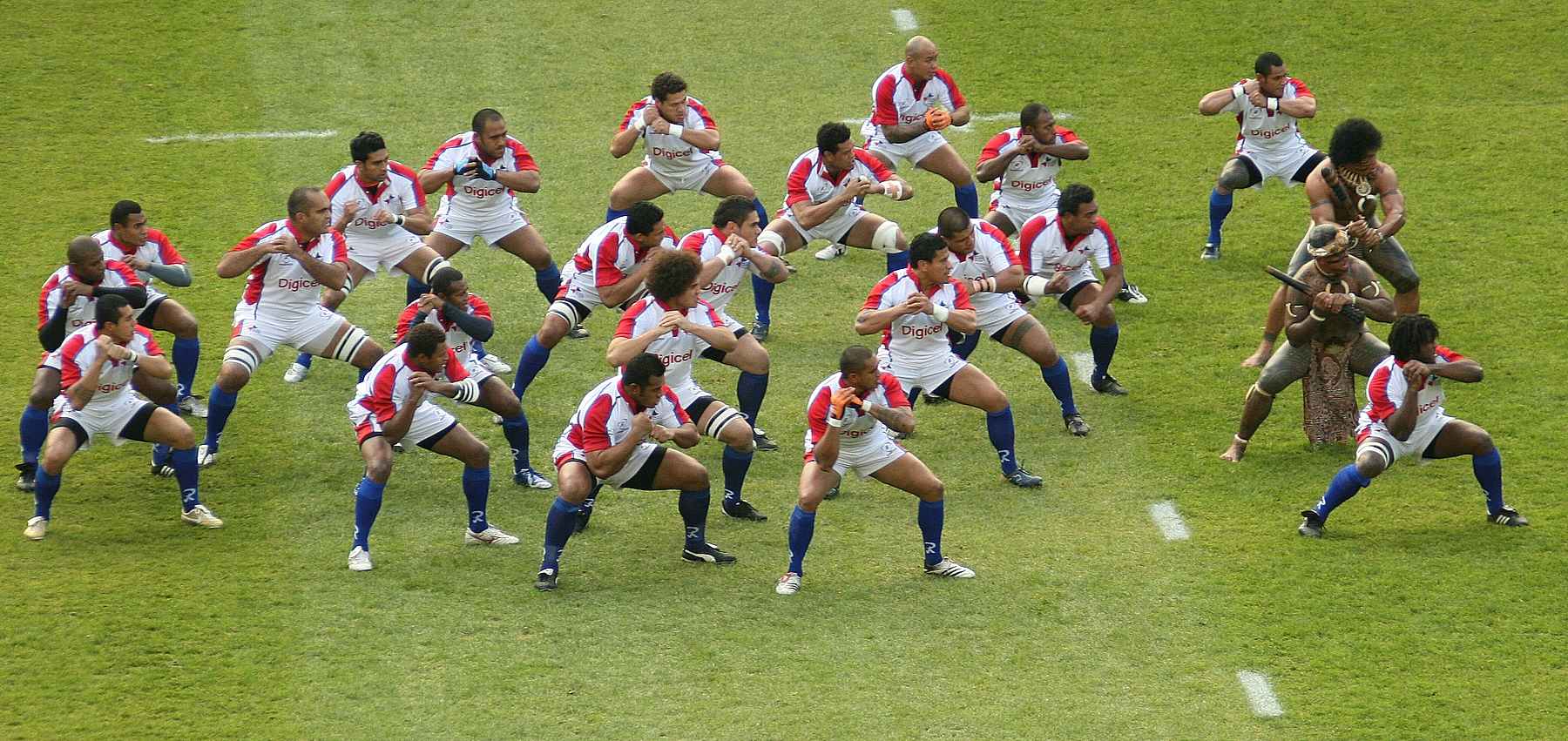
Игроки «Пасифик Айлендерс» исполняют сипи-тау перед игрой против Шотландии

Второй раз сборная собралась для турне в 2006 году: изначально планировалось сыграть в июне против Италии и Новой Зеландии, однако матчи сорвались. Осенью команда сыграла матчи против Шотландии, Уэльса и Ирландии: было принято решение приглашать в «Пасифик Айлендерс» только игроков сборных Фиджи, Самоа и Тонга, чтобы развивать регби именно на островах (два участника турне 2004 года, Сионе Лауаки и Ситивени Сививату, стали играть за новозеландцев). Команда проиграла все три матча, причём последний матч против Ирландии стал последним регбийным на стадионе «Лэнсдаун Роуд» перед его сносом.

### Европа 2008
В ноябре 2008 года команда «Пасифик Айлендерс» в рамках своего второго европейского турне сыграла тест-матчи против Англии, Франции и Италии, менеджером команды был назначен бывший премьер-министр, генерал-майор Ситивени Рабука, лидер двух государственных переворотов 1987 года. Команда выиграла у итальянцев со счётом 25:17, проиграв две остальные встречи. Пост главного тренера занимал тонганец Куддус Фиелеа.

### Распад сборной
В июле 2009 года Самоанский регбийный союз объявил о выходе из Альянса и роспуске сборной в связи с тем, что команда не приносила финансового дохода всем трём регбийным державам (Самоа, Фиджи и Тонга), от имени президента союза Питера Шустера заявив следующее:

Изначально концепция заключалась в предоставлении возможности играть каждые два года, и мы преследовали две цели: получить доходы для дальнейшей деятельности союзов и предоставить игрокам шанс сыграть против сборных первого яруса. Однако Международный совет регби изменил наше расписание так, чтобы мы могли играть лишь каждые четыре года, а в таком случае у нас не будет доходов, необходимых для развития нашего регби.
Оригинальный текст (англ.)The original concept was basically to provide an opportunity (to play) every two years. There were two aims, to get revenue to help in the running of the activities of the unions (and) to provide players with the opportunity to play against tier one sides. But the International Rugby Board changed the schedule for the Pacific Islands team to play every four years. Every four years won't generate the revenue needed to run our rugby.

Слухи о судьбе сборной ходили долгое время: предлагалось заявить их в Кубок трёх наций как одну сборную или пригласить в Супер Регби на правах новой команды. Последняя идея была поддержана французом Эриком Серисом (фр. Eric Series), владельцем клуба «Азия Пасифик Дрэгонс», который предлагал включить «Пасифик Айлендерс» в 2016 году в Супер Регби, однако вместо него заявили японский «Сантори Санголиат». В 2014 году предлагалось провести матч в рамках турне «Британских и ирландских львов» 2017 года по Новой Зеландии между «львами» и «островитянами», однако он не состоялся.
В 2020 году была созвана новая сборная из игроков Тонга, Фиджи и Самоа, которая получила название «Моана Пасифика».

## Матчи

### 2004
| 20 июня 2004                                                                          | \| Квинсленд \| 29:48 \| Пасифик Айлендерс \| \| Джуниор Пелесаса[англ.] (2) · Питер Хайнес[англ.] · Мафи Кефу · Маршалл Милрой (3) · Маршалл Милрой \| Голы \| Ситивени Сививату[англ.] (3) · Серемайя Баи[англ.] · Сирели Бобо · Ломе Фа’атау[англ.] · Норман Лигаири · Тауфа’ао Филисе · Серемайя Баи[англ.] (4) \| | Баллимор, Брисбен Зрителей: 3 000 Судья: Джордж Айюб                                                                    |
| Квинсленд                                                                             | 29:48 | Пасифик Айлендерс |
| Джуниор Пелесаса (2) · Питер Хайнес · Мафи Кефу · Маршалл Милрой (3) · Маршалл Милрой | Голы | Ситивени Сививату (3) · Серемайя Баи · Сирели Бобо · Ломе Фа’атау · Норман Лигаири · Тауфа’ао Филисе · Серемайя Баи (4) |

| 25 июня 2004                                                 | \| Новый Южный Уэльс \| 21:68 \| Пасифик Айлендерс \| \| Морган Туринуи · Тим МакГанн · Милтон Тайдэй[англ.] · Мэтт Бёрк[англ.] (3) \| Голы \| Ситивени Сививату[англ.] (2) · Тауфа’ао Филисе (2) · Сеилала Мапусуа (2) · Серемайя Баи[англ.] · Сиса Коямаиболе[англ.] · Соане Тонга’уиха[англ.] · Ломе Фа’атау[англ.] · Серемайя Баи[англ.] (9) \| | Осси, Сидней Зрителей: 8 005 Судья: Грег Хинтон |
| Новый Южный Уэльс                                            | 21:68 | Пасифик Айлендерс |
| Морган Туринуи · Тим МакГанн · Милтон Тайдэй · Мэтт Бёрк (3) | Голы | Ситивени Сививату (2) · Тауфа’ао Филисе (2) · Сеилала Мапусуа (2) · Серемайя Баи · Сиса Коямаиболе · Соане Тонга’уиха · Ломе Фа’атау · Серемайя Баи (9) |

| Австралия                                                                    | 29:14 | Пасифик Айлендерс                             |
| Стирлинг Мортлок (2) · Мэтт Гито (2) · Брендан Кэннон · Джо Рофф · Мэтт Бёрк | Голы  | Сионе Лауаки · Сирели Бобо · Серемайя Баи (2) |

| | Составы  | | |
| 1. Билл Янг 2. Брендан Кэннон 3. Эл Бакстер 4. Джастин Харрисон 5. Натан Шарп 6. Радике Само 7. Фил Воу 8. Дэвид Лайонс 9. Джордж Греган 10. Стивен Ларкем 11. Лоте Тукири 12. Мэтт Гито 13. Стирлинг Мортлок 14. Клайд Ратбоун 15. Джо Рофф |          | 1. Соане Тонга’уиха 2. Алеки Лутуи 3. Тауфа’ао Филисе 4. Иноке Афеаки 5. Ифереими Раванга 6. Сионе Лауаки 7. Сиса Коямаиболе 8. Алиферети Довиверата 9. Мозесе Раулуни 10. Таннер Вили 11. Ситивени Сививату 12. Серемайя Баи 13. Сеилала Мапусуа 14. Ломе Фа’атау 15. Норман Лигаири | 1. Соане Тонга’уиха 2. Алеки Лутуи 3. Тауфа’ао Филисе 4. Иноке Афеаки 5. Ифереими Раванга 6. Сионе Лауаки 7. Сиса Коямаиболе 8. Алиферети Довиверата 9. Мозесе Раулуни 10. Таннер Вили 11. Ситивени Сививату 12. Серемайя Баи 13. Сеилала Мапусуа 14. Ломе Фа’атау 15. Норман Лигаири |
| 16. Джереми Пол · 17. Ник Хендерсон · 18. Дэн Викерман · 19. Джордж Смит · 20. Крис Уайтакер · 21. Мэтт Бёрк · 22. Крис Лэтем | Запасные | 16. Джоэли Лотава (не вышел) 17. Тевита Таумоэпеау 18. Лео Лафаиали’и 19.Семо Ситити 20. Стив Со’оиало 21. Серу Рабени 22. Сирели Бобо | 16. Джоэли Лотава (не вышел) 17. Тевита Таумоэпеау 18. Лео Лафаиали’и 19.Семо Ситити 20. Стив Со’оиало 21. Серу Рабени 22. Сирели Бобо |
| Эдди Джонс | Тренеры  | Джон Боу | Джон Боу |

| Новая Зеландия                                                                                      | 41:26 | Пасифик Айлендерс                                                     |
| Джо Рокококо (2) · Джастин Маршалл · Рико Гир · Кес Мьюс · Тана Умага · Дэн Картер (4) · Дэн Картер | Голы  | Ситивени Сививату (2) · Серу Рабени · Сионе Лауаки · Серемайя Баи (3) |

| | Составы  | | |
| 1. Кес Мьюс 2. Кевин Меаламу 3. Карл Хэйман 4. Крис Джек 5. Кит Робинсон 6. Джоно Гиббз 7. Марти Хола 8. Ксавье Раш 9. Джастин Маршалл 10. Карлос Спенсер 11. Джо Рокококо 12. Дэн Картер 13. Тана Умага 14. Рико Гир 15. Милс Мулиаина |          | 1. Соане Тонга’уиха 2. Алеки Лутуи 3. Тауфа’ао Филисе 4. Иноке Афеаки 5. Ифереими Раванга 6. Сионе Лауаки 7. Алиферети Довиверата 8. Сиса Коямаиболе 9. Мозесе Раулуни 10. Таннер Вили 11. Ситивени Сививату 12. Серемайя Баи 13. Брайан Лима 14. Ломе Фа’атау 15. Серу Рабени | 1. Соане Тонга’уиха 2. Алеки Лутуи 3. Тауфа’ао Филисе 4. Иноке Афеаки 5. Ифереими Раванга 6. Сионе Лауаки 7. Алиферети Довиверата 8. Сиса Коямаиболе 9. Мозесе Раулуни 10. Таннер Вили 11. Ситивени Сививату 12. Серемайя Баи 13. Брайан Лима 14. Ломе Фа’атау 15. Серу Рабени |
| 16. Эндрю Хор (не вышел) 17. Грег Сомервилль (не вышел) 18. Джерри Коллинз 19. Мозе Туиали’и (не вышел) 20. Байрон Келлехер 21. Ник Эванс 22. Сэм Туитупоу (не вышел)                                                                   | Запасные | 16. Джоэли Лотава (не вышел) 17. Тевита Таумоэпеау 18. Филипо Леви 19. Семо Ситити 20. Стив Со’оиало (не вышел) 21. Тане Ту’ипулоту 22. Сирели Бобо | 16. Джоэли Лотава (не вышел) 17. Тевита Таумоэпеау 18. Филипо Леви 19. Семо Ситити 20. Стив Со’оиало (не вышел) 21. Тане Ту’ипулоту 22. Сирели Бобо |
| Генри Грэм | Тренеры  | Джон Боу | Джон Боу |

| ЮАР                                                                                          | 38:24 | Пасифик Айлендерс                                                    |
| Брейтон Полс (2) · Жак Кронье · Жан де Вильерс · Перси Монтгомери (3) · Перси Монтгомери (4) | Голы  | Ситивени Сививату (2) · Сионе Лауаки · Сирели Бобо · Серу Рабени (2) |

| | Составы  | | |
| 1. Ос дю Рандт 2. Джон Смит 3. Эдди Эндрюс 4. Баккис Бота 5. Джерри Бритц 6. Схалк Бургер 7. Эй-Джей Вентер 8. Жак Кронье 9. Болла Конрадье 10. Яко ван дер Вестюйзен 11. Жан де Вильерс 12. Де Вет Барри 13. Мариус Жубер 14. Брейтон Полс 15. Перси Монтгомери |          | 1. Соане Тонга’уиха 2. Алеки Лутуи 3. Тевита Таумоэпеау 4. Иноке Афеаки 5. Ифереими Раванга 6. Сионе Лауаки 7. Алиферети Довиверата 8. Сиса Коямаиболе 9. Мозесе Раулуни 10. Таннер Вили 11. Ситивени Сививату 12. Серу Рабени 13. Сеилала Мапусуа 14. Сирели Бобо 15. Норман Лигаири | 1. Соане Тонга’уиха 2. Алеки Лутуи 3. Тевита Таумоэпеау 4. Иноке Афеаки 5. Ифереими Раванга 6. Сионе Лауаки 7. Алиферети Довиверата 8. Сиса Коямаиболе 9. Мозесе Раулуни 10. Таннер Вили 11. Ситивени Сививату 12. Серу Рабени 13. Сеилала Мапусуа 14. Сирели Бобо 15. Норман Лигаири |
| 16. Дани Кутзее (не вышел) 17. Си-Джей ван дер Линде 18. Квинтон Дэвидс 19. Педри Ванненбург 20. Фури Дю Преес 21. Брент Расселл (не вышел) 22. Гаффи дю Туа (не вышел)                                                                                          | Запасные | 16. Джоэли Лотава 17. Тауфа’ао Филисе 18. Филипо Леви 19. Ту Тамаруа 20. Стив Со’оиало 21. Серемайя Баи 22. Брайан Лима | 16. Джоэли Лотава 17. Тауфа’ао Филисе 18. Филипо Леви 19. Ту Тамаруа 20. Стив Со’оиало 21. Серемайя Баи 22. Брайан Лима |
| Джейк Уайт | Тренеры  | Джон Боу | Джон Боу |

### 2006
| 11 ноября 2006                                                                              | \| Уэльс \| 38:20 \| Пасифик Айлендерс \| \| Марк Джонс[англ.] · Джеймс Хук · Кевин Морган[англ.] · Ли Бёрн · Кери Суини[англ.] · Кери Суини[англ.] (5) · Кери Суини[англ.] \| Голы \| Джастин Ва’а[англ.] · Сеилала Мапусуа · Камели Ратувоу · Туси Писи · Туси Писи \| | Миллениум, Кардифф Зрителей: 50 769 Судья: Уэйн Барнс                   |
| Уэльс                                                                                       | 38:20 | Пасифик Айлендерс                                                       |
| Марк Джонс · Джеймс Хук · Кевин Морган · Ли Бёрн · Кери Суини · Кери Суини (5) · Кери Суини | Голы | Джастин Ва’а · Сеилала Мапусуа · Камели Ратувоу · Туси Писи · Туси Писи |

| 18 ноября 2006 | \| Шотландия \| 34:22 \| Пасифик Айлендерс \| \| Маркус Ди Ролло[англ.] · Дейв Коллам[англ.] · Келли Браун · Эндрю Хендерсон[англ.] · Крис Патерсон[англ.] (4) · Крис Патерсон[англ.] · Маркус Ди Ролло[англ.] \| Голы \| Рупени Каукаунибука · Камели Ратувоу (2) · Дэниел Лео[англ.] · Туси Писи \| | Маррифилд, Эдинбург Зрителей: 19 055 Судья: Брайс Лоуренс         |
| Шотландия | 34:22 | Пасифик Айлендерс                                                 |
| Маркус Ди Ролло · Дейв Коллам · Келли Браун · Эндрю Хендерсон · Крис Патерсон (4) · Крис Патерсон · Маркус Ди Ролло | Голы | Рупени Каукаунибука · Камели Ратувоу (2) · Дэниел Лео · Туси Писи |

| 26 ноября 2006 | \| Ирландия \| 61:17 \| Пасифик Айлендерс \| \| Денис Хики[англ.] · Падди Уоллес[англ.] · Малкольм О’Келли[англ.] · Саймон Истерби[англ.] (2) · Шейн Хорган[англ.] · Рори Бест · Пол О’Коннелл · Падди Уоллес[англ.] (6) · Падди Уоллес[англ.] (3) \| Голы \| Серу Рабени · Ломе Фа’атау[англ.] · Туси Писи · Туси Писи \| | Лэнсдаун Роуд, Дублин Зрителей: 43 000 Судья: Кристоф Бердо |
| Ирландия | 61:17 | Пасифик Айлендерс                                           |
| Денис Хики · Падди Уоллес · Малкольм О’Келли · Саймон Истерби (2) · Шейн Хорган · Рори Бест · Пол О’Коннелл · Падди Уоллес (6) · Падди Уоллес (3) | Голы | Серу Рабени · Ломе Фа’атау · Туси Писи · Туси Писи          |

### 2008
| 8 ноября 2008 | \| Англия \| 39:13[10] \| Пасифик Айлендерс \| \| Попытки Пол Сэки[англ.] 14', 76' · Дэнни Сиприани[англ.] 38' · Ник Кеннеди[англ.] 44' · Ли Мирс 69' Реализации Дэнни Сиприани[англ.] 15', 38', 45', 69' · Дэнни Сиприани[англ.] 78' Штрафные Дэнни Сиприани[англ.] 3', 13' \| Голы \| Попытки Серу Рабени 16' Реализации Пьер Хола[англ.] 17' Штрафные Пьер Хола[англ.] 40' · Серемайя Баи[англ.] 56' Предупреждения Семиси Навэо[англ.] 75' \| | Туикенем, Лондон Зрителей: 55 427 Судья: Мэтт Годдард                                                                      |
| Англия | 39:13 | Пасифик Айлендерс |
| Попытки Пол Сэки 14', 76' · Дэнни Сиприани 38' · Ник Кеннеди 44' · Ли Мирс 69' Реализации Дэнни Сиприани 15', 38', 45', 69' · Дэнни Сиприани 78' Штрафные Дэнни Сиприани 3', 13' | Голы | Попытки Серу Рабени 16' Реализации Пьер Хола 17' Штрафные Пьер Хола 40' · Серемайя Баи 56' Предупреждения Семиси Навэо 75' |

| 15 ноября 2008 | \| Франция \| 42:17 (17:12)[11][12] \| Пасифик Айлендерс \| \| Попытки Димитрий Шажевский 25' · Себастьен Тийу-Борд[англ.] 28' · Седрик Эйман[англ.] 46' · Луи Пикамоль 71' · Максим Медар 77' Реализации Давид Скрела[англ.] 26', 29', 72', 76' Штрафные Давид Скрела[англ.] 8', 51', 61' \| Голы \| Попытки Эпи Таионе[англ.] 77' Штрафные Серемайя Баи[англ.] 3', 10', 35', 40' Удаления Наполиони Налага 20' \| | Огюст Бональ, Монбельяр Зрителей: 20 000 Судья: Найджел Оуэнс                                |
| Франция | 42:17 (17:12) | Пасифик Айлендерс                                                                            |
| Попытки Димитрий Шажевский 25' · Себастьен Тийу-Борд 28' · Седрик Эйман 46' · Луи Пикамоль 71' · Максим Медар 77' Реализации Давид Скрела 26', 29', 72', 76' Штрафные Давид Скрела 8', 51', 61' | Голы | Попытки Эпи Таионе 77' Штрафные Серемайя Баи 3', 10', 35', 40' Удаления Наполиони Налага 20' |

| 22 ноября 2008 | \| Италия \| 17:25[13] \| Пасифик Айлендерс \| \| Попытки Леонардо Джиральдини[англ.] 16' · Мауро Бергамаско 65' Реализации Андреа Маркато[англ.] 16', 65' Штрафные Андреа Маркато[англ.] 6' \| Голы \| Попытки Вилимони Деласау 3', 29' · Камели Ратувоу 40' Реализации Серемайя Баи[англ.] 3', 40' Штрафные Серемайя Баи[англ.] 18', 42' \| | Джильо, Реджо-нель-Эмилия Зрителей: 13 595 Судья: Уэйн Барнс                                                         |
| Италия | 17:25 | Пасифик Айлендерс |
| Попытки Леонардо Джиральдини 16' · Мауро Бергамаско 65' Реализации Андреа Маркато 16', 65' Штрафные Андреа Маркато 6' | Голы | Попытки Вилимони Деласау 3', 29' · Камели Ратувоу 40' Реализации Серемайя Баи 3', 40' Штрафные Серемайя Баи 18', 42' |